# Erik Daniels
Erik Christopher Daniels (Cincinnati, 1º aprile 1982) è un ex cestista statunitense, professionista nella NBA, in Europa e in Sudamerica.
Alto 2,04 m per 102 kg, giocava nel ruolo di ala grande.

## Carriera
Dopo essersi diplomato alla Princeton High School a Sharonville, Ohio, Daniels inizia la sua carriera nelle file della University of Kentucky, dal quale è uscito nel 2004, chiudendo l'anno da senior come secondo realizzatore della squadra, con 14,5 punti a partita, e come secondo rimbalzista, con 6,1 di media.
Nella stagione 2004-05 Daniels ha disputato 21 partite nella NBA con la maglia dei Sacramento Kings, e nella stagione successiva passa nella NBA D-League con la maglia dei Fayetteville Patriots, chiudendo con 17,6 punti e 8,1 rimbalzi di media (quinto marcatore e terzo rimbalzista della lega), aggiungendo quasi 3 assist a partita in 33 minuti di utilizzo.
Nella stagione 2006-07 Daniels arriva in Italia con la maglia della Pallacanestro Biella, ottenendo ancora ottime medie: 16,8 punti, 10,1 rimbalzi e 2 assist.
Nell'estate del 2007, dopo aver disputato la Summer League con i Chicago Bulls, firma un contratto biennale con la Lottomatica Roma.
Alla Lottomatica Roma non ha potuto disputare l'inizio della stagione 2007-08, fermato da un infortunio al polso. Ha giocato la sua prima di campionato il 24 novembre, contro la Tisettanta Cantù. Erik ha poi fatto il suo esordio in Eurolega il 28 novembre, contro il Barcellona, segnando anche 3 punti giocando praticamente con una sola mano.
Il 10 dicembre 2007 viene sospeso dalla Lottomatica Roma per motivi disciplinari.
Il 7 novembre 2008 viene scelto al draft della NBDL dagli Erie BayHawks, con cui gioca per tutta la stagione successiva.

## Palmarès

### Squadra
- Campionato israeliano: 1

Hapoel Gilboa Galil Elyon: 2009-2010

### Individuale
- All-NBDL First Team (2009)
- All-NBDL Second Team (2006)